# Chiesa di Santa Chiara a Vigna Clara
La chiesa di Santa Chiara a Vigna Clara è un luogo di culto cattolico di Roma, situato nel quartiere Della Vittoria, in piazza dei Giuochi Delfici.

## Storia
La parrocchia di Santa Chiara venne eretta dal cardinale vicario Clemente Micara l'11 luglio 1959 con il decreto Paterna sollicitudine; i lavori di costruzione della chiesa iniziarono nel 1960 per terminare nel 1963, e furono eseguiti su progetto dell'architetto Alberto Ressa; non ancora ultimata, essa venne dedicata il 6 novembre 1962 dal cardinale pro-vicario generale per la diocesi di Roma Luigi Traglia. Nel 1969 venne creato da papa Paolo VI il titolo cardinalizio di Santa Chiara a Vigna Clara.
La chiesa ha ricevuto la visita di papa Giovanni Paolo II domenica 22 febbraio 1987.

## Descrizione

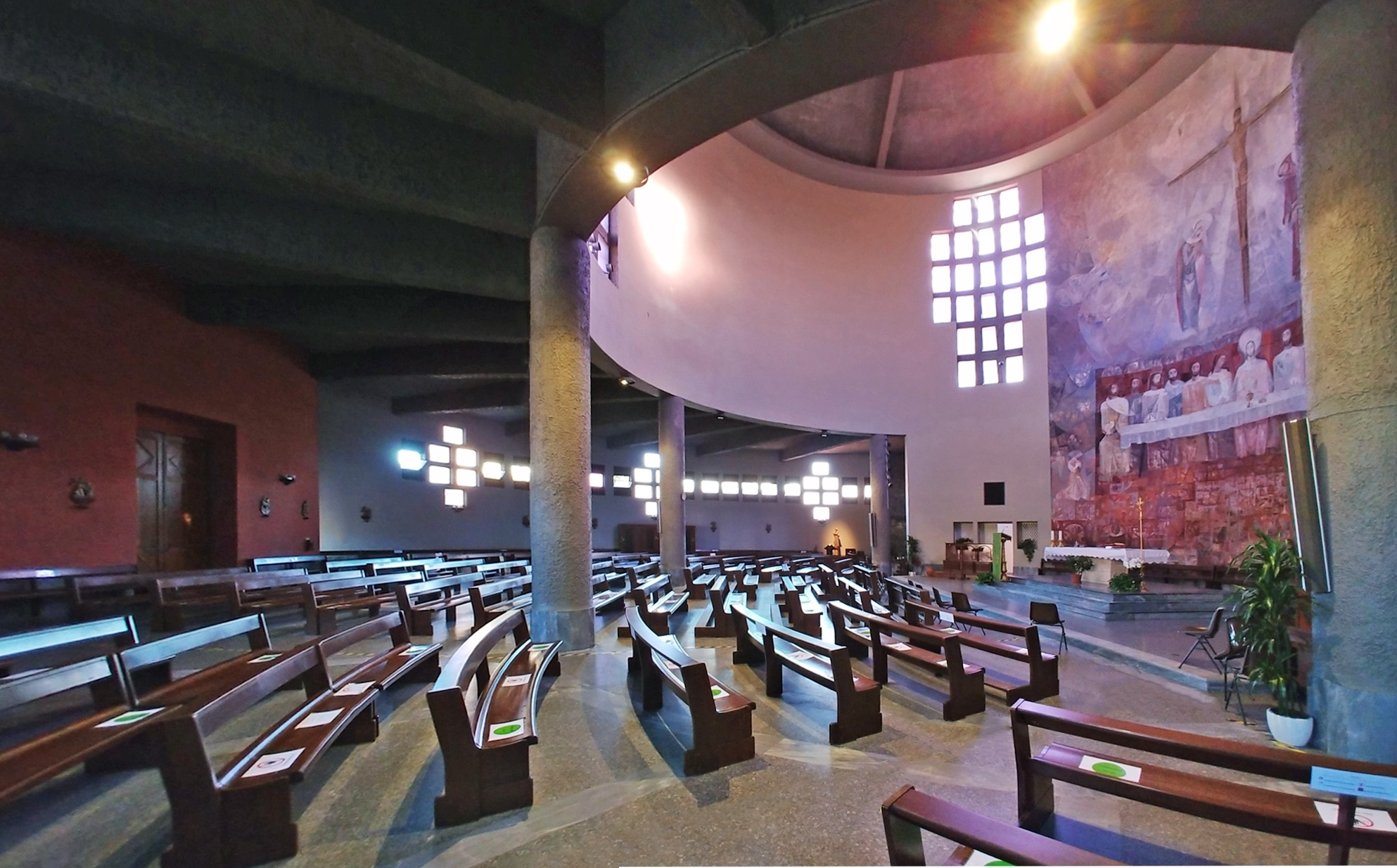
Interno

La chiesa di Santa Chiara vuole essere la riproposizione in forme contemporanee delle volumetrie della basilica paleocristiana di Santo Stefano Rotondo al Celio, risalente al V secolo, e costituisce insieme alla chiesa della Divina Sapienza di Marcello Piacentini (1947-1952) uno dei pochi edifici di culto di Roma del XX secolo a presentare pianta circolare o ellittica. La struttura si compone di un ampio vano-tiburio principale notevolmente sviluppato in altezza, intorno al quale si sviluppa un deambulatorio anulare che si interrompe solo in corrispondenza del presbiterio, collocato sul lato opposto rispetto al triplice portale d'ingresso; il primo ambiente è illuminato da finestre rettangolari raggruppate in tre grandi croci, mentre il secondo da una teoria di aperture quadrate; la copertura è costituita da travi in calcestruzzo armato a vista; il corpo principale è sorretto da quattro massicce colonne cilindriche.
Il presbiterio, sopraelevato rispetto al resto dell'aula di alcuni gradini, è dominato da un grande affresco di Mariano Villalta Lapayes raffigurante l'Ultima cena (in basso) e la Crocifissione (in alto), dipinto nel 1962 e completato nella parte inferiore dal medesimo artista nel 1965 in seguito dello spostamento in avanti dell'altare. Villalta Lapayes è l'autore anche degli altri due affreschi che adornano le pareti di fondo del deambulatorio, ai lati del presbiterio, rispettivamente raffiguranti l'Annunciazione (cappella del Santissimo Sacramento, a destra) e la Natività di Gesù (battistero, a sinistra), entrambi del 1962.
Alla destra dell'altare maggiore si trova l'organo a canne Tamburini opus 314, costruito nel 1953 per la sala da concerti dell'Auditorium Rai del Foro Italico e trasferito, alcuni anni prima che l'orchestra sinfonica della RAI di Roma venisse sciolta, nella sede attuale intorno agli anni '80 su iniziativa dell'allora parroco don Gianni Todescato. Venne restaurato e ampliato nel 1996 dalla ditta Carlo Soracco, col supporto musicale e tecnico del maestro organista Alberto Pavoni, e in tale occasione venne realizzata al di sopra della consolle dell'organo la nicchia per far posto ad una fila a vista di 44 canne e portato, così, alle attuali dimensioni, con 36 registri dei quali numerosi ottenuti per derivazione o prolungamento. L'organo venne dotato di un sistema di riproduzione automatica che consente allo strumento di poter eseguire in autonomia, ovvero in assenza dell'organista, la riproduzione di brani in precedenza registrati. Lo strumento è a trasmissione elettrica ed è integralmente racchiuso entro cassa espressiva ad eccezione delle canne del registro Diapason 8' che costituiscono la mostra; la consolle, originaria, ha due tastiere e pedaliera.